# Eliseo Álvarez
Eliseo Álvarez (ur. 9 sierpnia 1940 w Salcie, zm. 1999) – piłkarz urugwajski, pomocnik, później obrońca. Wzrost 168 cm, waga 70 kg. Jego bratem jest Emilio Álvarez.
Jako piłkarz klubu Club Nacional de Football wraz z reprezentacją Urugwaju wziął udział w finałach mistrzostw świata w 1962 roku. Urugwaj odpadł w fazie grupowej, a Eliseo Álvarez zagrał we wszystkich trzech spotkaniach - z Kolumbią, Jugosławią i ZSRR.
W 1964 wraz z Nacionalem dotarł do finału Copa Libertadores, gdzie jednak przegrał z CA Independiente
Będąc graczem Rampli Juniors, był również członkiem kadry reprezentacji Urugwaju w finałach mistrzostw świata w 1966 roku, gdzie Urugwaj dotarł do ćwierćfinału. Eliseo Álvarez nie zagrał wtedy ani razu.
Nigdy nie zagrał podczas turnieju Copa América.